# Horst Peter (Volleyballspieler)
Horst Peter (* 24. April 1946 in Leipzig) ist ein ehemaliger Volleyballspieler aus der DDR.
Peter begann beim SC Rotation Leipzig und spielte ab 1963 für den Nachfolgeverein SC Leipzig. Der 1,85 m große Spieler gewann 1964, 1965 und von 1967 bis 1972 den DDR-Meistertitel.
Ab 1965 spielte er in der DDR-Nationalmannschaft und belegte den jeweils 4. Platz bei der Weltmeisterschaft 1966 und der Europameisterschaft 1967. 1968 nahm Horst Peter an den Olympischen Spielen in Mexiko teil und erreichte erneut den vierten Platz. Der größten Erfolg gelang der DDR-Auswahl bei der Weltmeisterschaft 1970, als in Bulgarien der Titel gewonnen werden konnte. Nach einem weiteren vierten Platz bei der Europameisterschaft 1971 erreichte die DDR-Mannschaft das Finale bei den Olympischen Spielen 1972 in München und erhielt nach der Finalniederlage gegen die japanische Mannschaft die Silbermedaille.
Horst Peter war gelernter Schlosser und wurde später Ingenieur für Eisenbahntechnik.